# Miwa-jinja (Gifu)
Le Miwa-jinja (三輪神社) est un sanctuaire shinto consacré au kami Ōmononushi et situé dans la ville de Gifu, préfecture de Gifu au Japon.

## Référence
- (en) Cet article est partiellement ou en totalité issu de l’article de Wikipédia en anglais intitulé « Miwa Shrine (Gifu) » (voir la liste des auteurs).